# Hans Hilfiker

Reloj de estación de Hilfiker, diseño original holandés/alemán/danés.

 Hans Hilfiker  (Zúrich, 15 de septiembre de 1901-Locarno, 2 de marzo de 1993) fue un ingeniero y diseñador suizo. Por encargo de los Ferrocarriles Federales Suizos diseñó en 1944 el reloj de estación que se ha convertido en un símbolo nacional de ese país.
El reloj SBB no fue la única contribución Hilfiker en la vida moderna. Desarrolló el concepto de la cocina modular y fue responsable de las dimensiones estándares suizos de los módulos de cocina (55/60/90 cm).
Después de la Segunda Guerra Mundial los relojes de estación se hicieron de acuerdo con su diseño; incluso se convirtió en un estándar del diseño el comportamiento peculiar de la manecilla de los segundos que detiene dos segundos cuando llega a la posición de las 12, hasta que hace saltar la manecilla de los minutos. Fue introducido en muchos países europeos (por ejemplo en España, Bélgica, Dinamarca, Alemania, Países Bajos, Austria, Suecia), a menudo con pequeños cambios en el diseño. La firma relojera suiza Mondaine compró los derechos del diseño del reloj para elaborar las versiones de pulsera.

## Trayectoria
Después de asistir a la escuela primaria y secundaria, Hans Hilfiker completó un aprendizaje como mecánico de precisión. Estudió ingeniería eléctrica y telecomunicaciones en la Escuela Politécnica Federal de Zúrich, donde se graduó con diploma.
A partir de 1925 trabajó para Albiswerke (Siemens) en Zúrich, para quien viajó a Argentina en 1926. De 1927 a 1928 trabajó para Siemens como asesor técnico de las tropas de telecomunicaciones del ejército argentino. Construyó talleres y centrales de telefonía móvil e impartió formación técnica a suboficiales de telecomunicaciones. En 1929 participó como ingeniero jefe en la construcción de la línea telefónica Buenos Aires - Rosario a través del río y zona pantanosa del Río Paraná. A partir de 1930 proyectó un cable submarino a través del delta del Río de la Plata desde Buenos Aires hasta Montevideo (Uruguay). Siemens lo entrenó en Berlín durante cinco meses para que pudiera hacerse cargo de una empresa operativa en Argentina que se fundaría más tarde. Sin embargo, los planes fueron destruidos en 1931 y los ayudantes regresaron a Suiza.
De 1932 a 1958 trabajó para los Ferrocarriles Federales Suizos (SBB) como ingeniero en el Departamento de Construcción III, de 1944 como Subdirector del Departamento de Construcción y Jefe de Servicios para Instalaciones Eléctricas Estacionarias. Además del reloj de estación, desarrolló para SBB una grúa de pórtico para la carga de mercancías pesadas de la carretera al ferrocarril, el techo de andén para la estación de Winterthur-Grüze, un proyector de horarios para la estación de Zúrich y un edificio de oficinas protegido para el mantenimiento de catenarias de la estación de Zúrich.
De 1958 a 1968 trabajó como director en Therma AG en Schwanden en el cantón de Glarus (Electrolux desde 1978). Para Therma desarrolló una gama de cocinas completamente nueva, compuesta por módulos que podían combinarse entre sí. Hasta entonces, Therma producía aparatos autónomos. Con estas cocinas de sistema colocó la primera piedra de su propio estándar de cocina suizo SINK (Schweizerische Industriekommission für die Normierung der Küche). En la EXPO 1964 de Lausana se mostró un prototipo conforme a esta norma. Hilfiker implementó un diseño corporativo real para Therma y estructuró los procesos de fabricación de las nuevas cocinas de módulos.
De 1968 a 1980, Hilfiker trabajó como consultor de diseño para Devico Design en Gockhausen, cerca de Zúrich.
Además, Hilfiker enseñó en el Technikum Windisch de 1974 a 1980.